# Begraafplaats van Brillon
De Begraafplaats van Brillon is een gemeentelijke begraafplaats in de Franse gemeente Brillon in het Noorderdepartement. De begraafplaats ligt 160 m ten noorden van het centrum (Église Saint-Amand) aan de Rue des Saules.

## Britse oorlogsgraven
Op de begraafplaats liggen 6 Britse oorlogsgraven met gesneuvelden uit de Eerste Wereldoorlog. Zij sneuvelden allen gedurende het geallieerde eindoffensief in oktober 1918. Hun graven  worden onderhouden door de Commonwealth War Graves Commission en zijn daar geregistreerd onder Brillon Communal Cemetery.

### Onderscheiden militair
- James William Sutton Morrison, luitenant bij de 4th (Queen's Own) Hussars werd onderscheiden met het Military Cross (MC).